# Lou Asperslagh

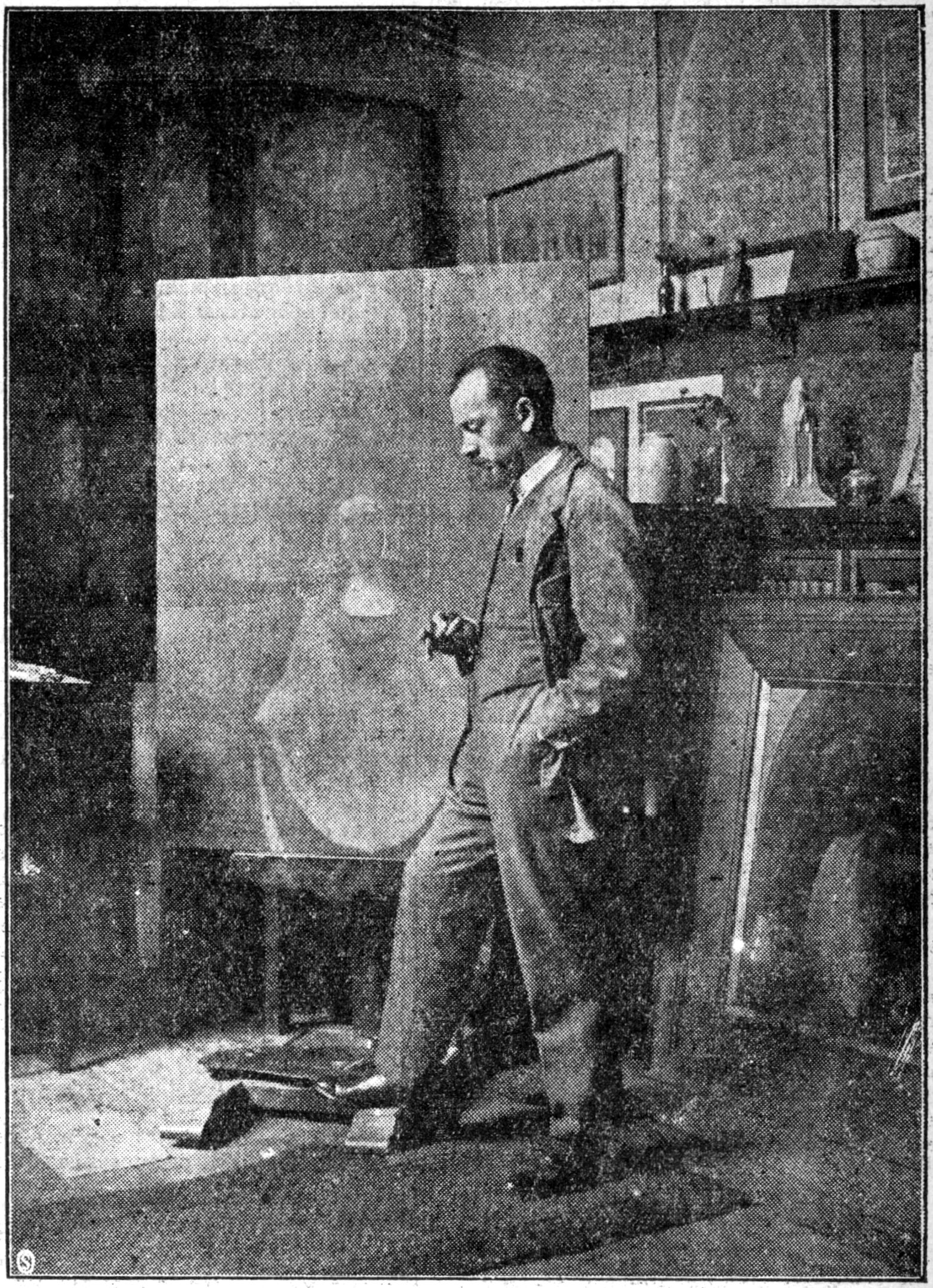
Lou Asperslagh in z'n Haagsche atelier, 1928

Louis (Lou) Franciscus Asperslagh (Den Haag, 12 juni 1893 – Leuven, 9 november 1949) was een Nederlandse graficus, glazenier, kunstschilder, tekenaar, etser en dichter. Asperslagh begon zijn opleiding bij kunstschilder Jan Schouten in Delft en studeerde daarna aan de academie van Delft, waar hij les kreeg van Jan Toorop (1858-1928).
In 1928 begon hij een eigen atelier samen met zijn broers Alex en Henk, beiden glazeniers. Van deze drie broers bleef Henk Asperslagh (1906-1964) in eigen land en week Alex Asperslagh (1901-1984) uit naar Brazilië. Al gauw verwierf Asperslag internationale bekendheid. In 1928 behaalde hij de zilveren medaille op de internationale tentoonstelling in Parijs.
Tot 1913 werkte Asperslagh in Leiden, in 1914 in Den Haag daarna weer in Leiden tot 1915 en vervolgens in Den Haag tot 1933. In 1934 verhuisde Asperslag naar Leuven in België en werkte hij tot 1948 in Heverlee en tot 1949 in Linden.
Asperslagh behoorde tot de vooroorlogse school van katholieke glazeniers, de Limburgse School, waarvan Joep Nicolas en Charles Eyck de kern vormden. Zijn studie van de ramen in de Franse kathedralen maakte van hem een meester in het toepassen van kleur- en lichtvariaties. Na 1934 heeft Lou Asperslag veel glas-creaties gemaakt in het Leuvense gebied:
- Kerk Onze Lieve Vrouw Ten Hemelopneming, apsis, Renkum, 1923 (in WO II beschadigd en nadien verwijderd)
- Kerk van Herent
- St.Pieterscollege, Leuven
- Kerk Onze-Lieve-Vrouw ten Koorts, Vlamingenstraat, Leuven
- Klooster van Heverlee, Naamse steenweg
- Heilig Hartkerk te Turnhout: twee muurschilderingen in het priesterkoor
- Kerken van Turnhout: fresco's, glasramen, altaar en tabernakel.

Asperslagh zette zich af tegen de neogotiek. Zijn werk is expressief. In zijn glas-in-loodramen overheersen heldere kleuren (met name de kleur kobalt blauw valt erg op) en strakke lijnen. In de gezichten van de afgebeelde personen is de invloed van Toorop duidelijk herkenbaar. Ook staat bij Asperslagh de mens centraal die dan ook het grootste deel van het (gebrandschilderde) raam vult. Een mooi voorbeeld daarvan zijn de glas-in-loodramen uit 1928 in de Sint-Remigiuskerk te Duiven waarin het Laatste Avondmaal en de Bergrede uitgebeeld worden.
Asperslagh deed alles zelf: hij ontwierp, tekende, schilderde en vervaardigde de glasramen.
In 1929 maakte hij voor Uitgeverij Govers een ontwerp voor de kaft van het boek Periscoopjes.
In verband met de belangstelling voor het werk van de drie broers Asperslagh werd er in 1988 door de Universiteit Leiden een tentoonstelling georganiseerd.
Lou is oom van kunstenares Marijke Asperslagh.
Een verzameling aquarellen en ontwerptekeningen bevindt zich in het Katholiek Documentatiecentrum in Nijmegen

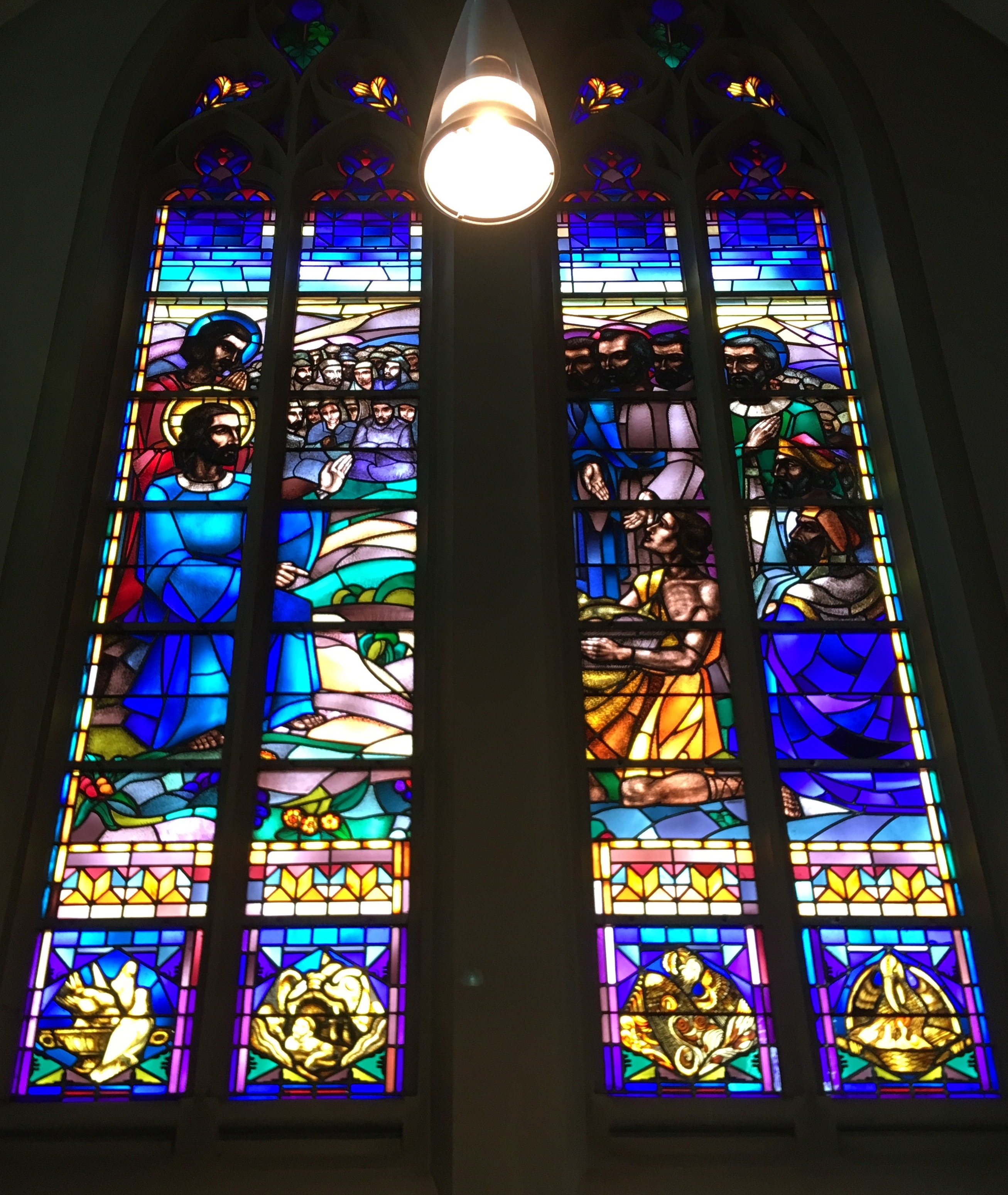
De Bergrede in de Remigiuskerk te Duiven (1928)
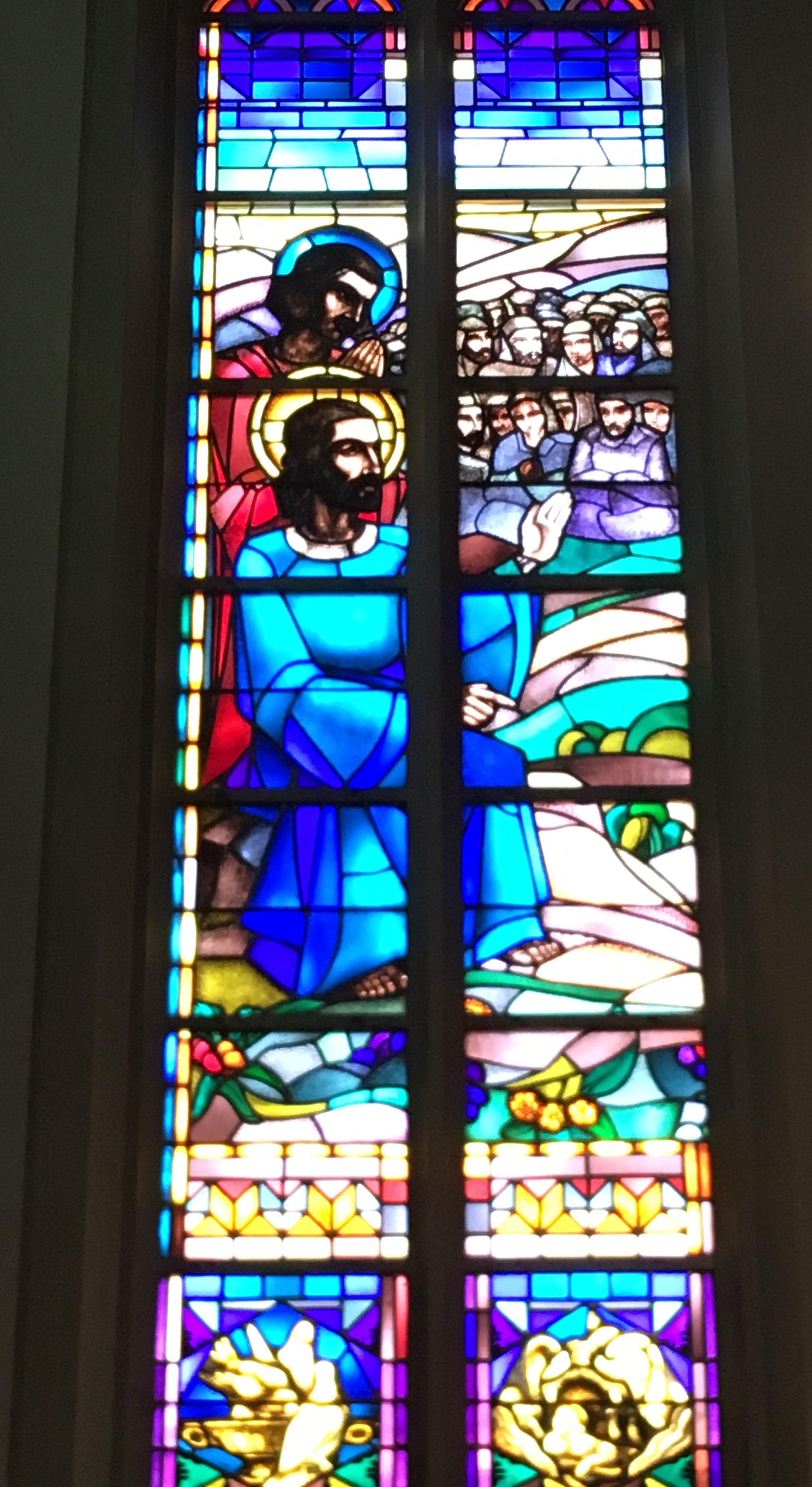
Detail van de Bergrede
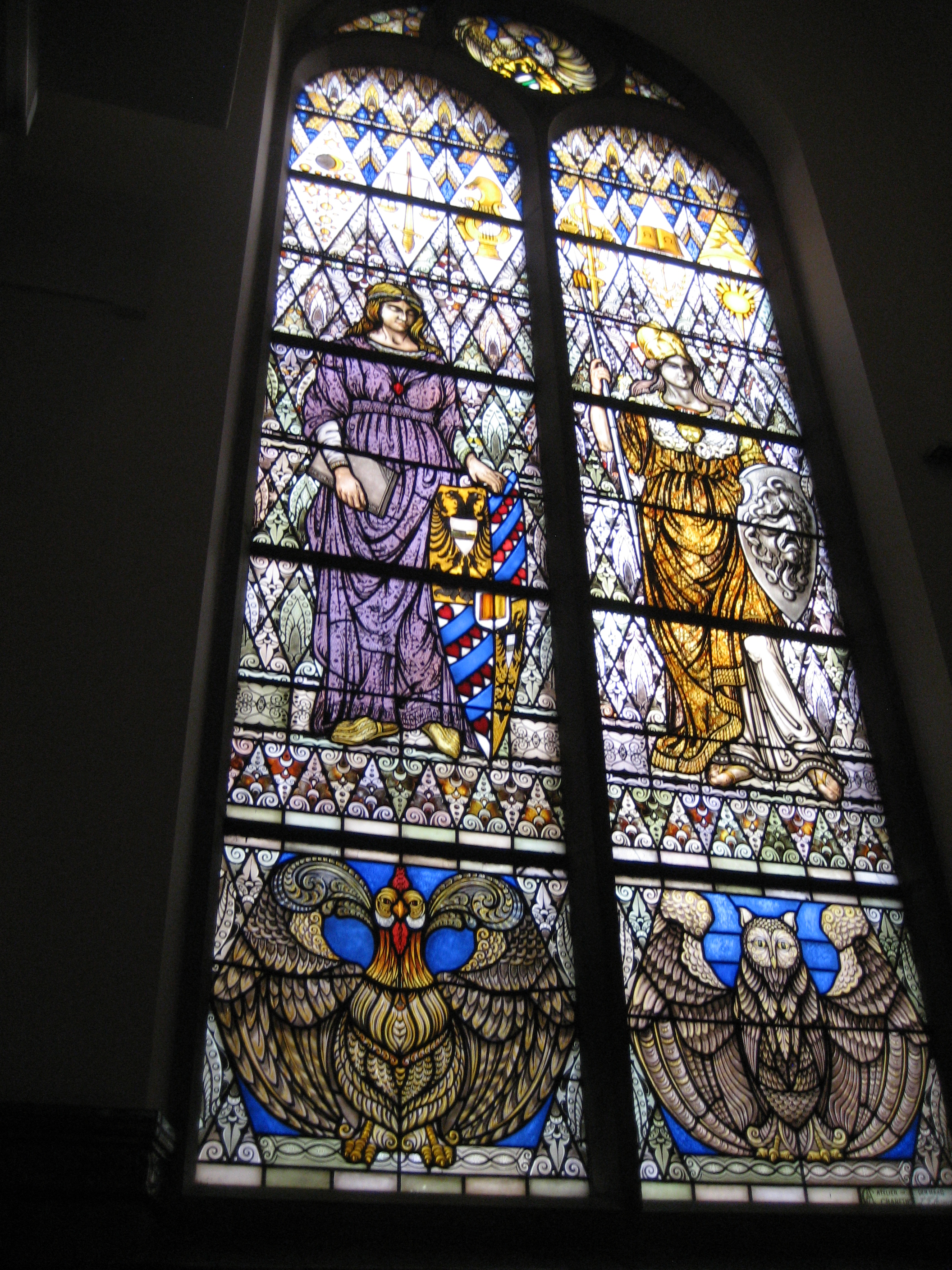
Raam in Universiteitsmuseum Groningen
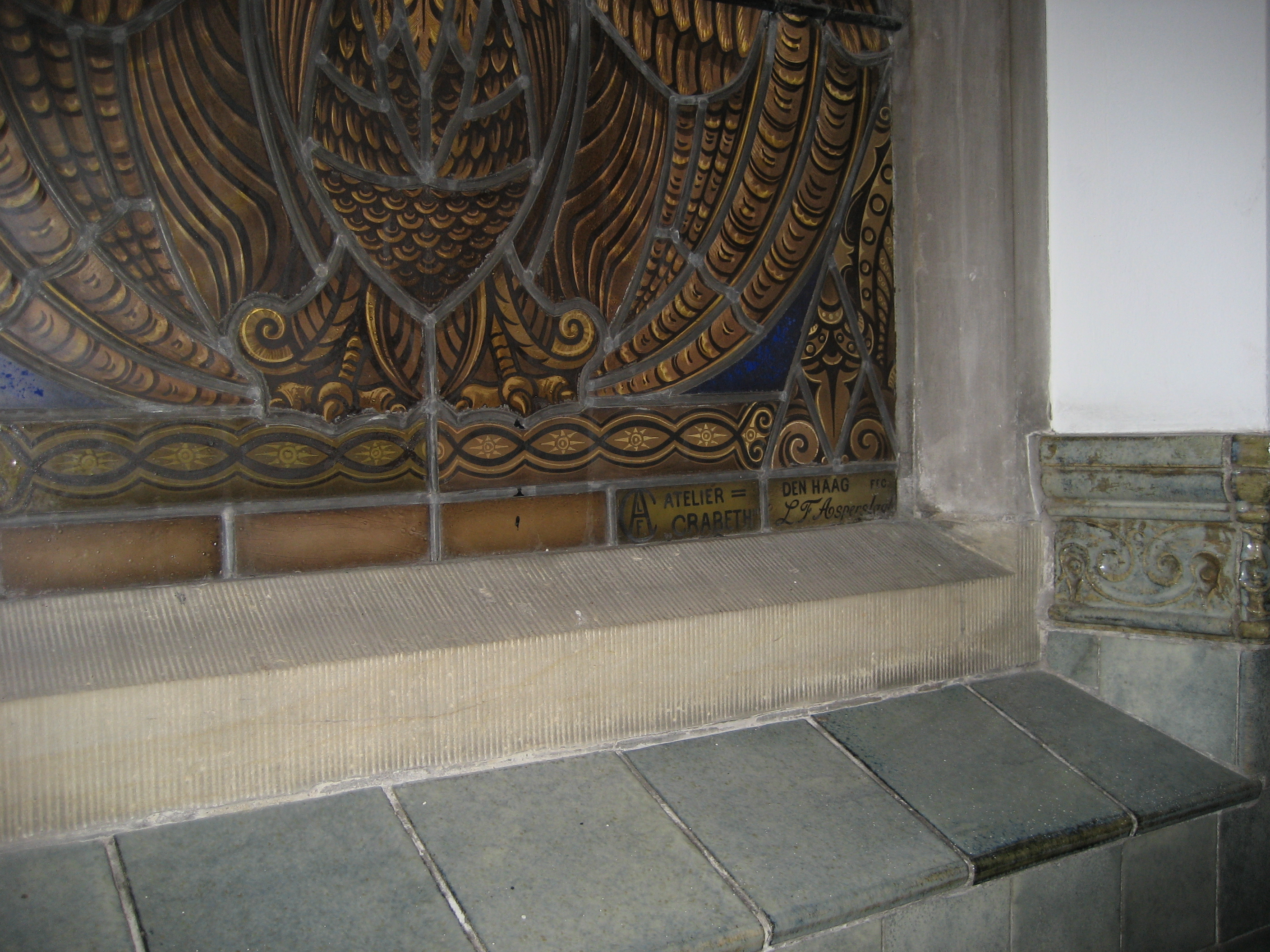
Naamsvermelding in raam (Universiteitsmuseum Groningen)
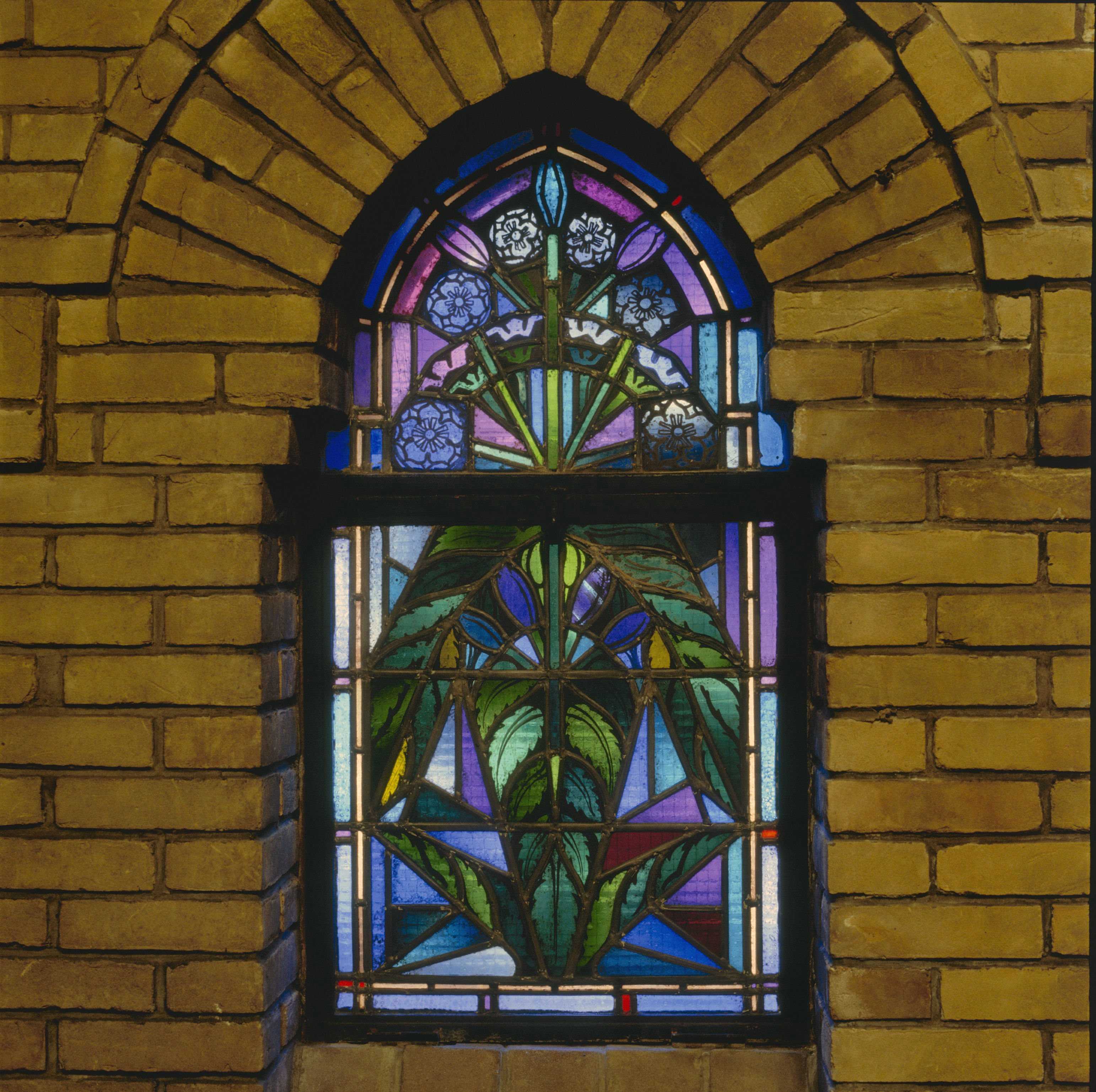
Sacramentskerk, Den Haag
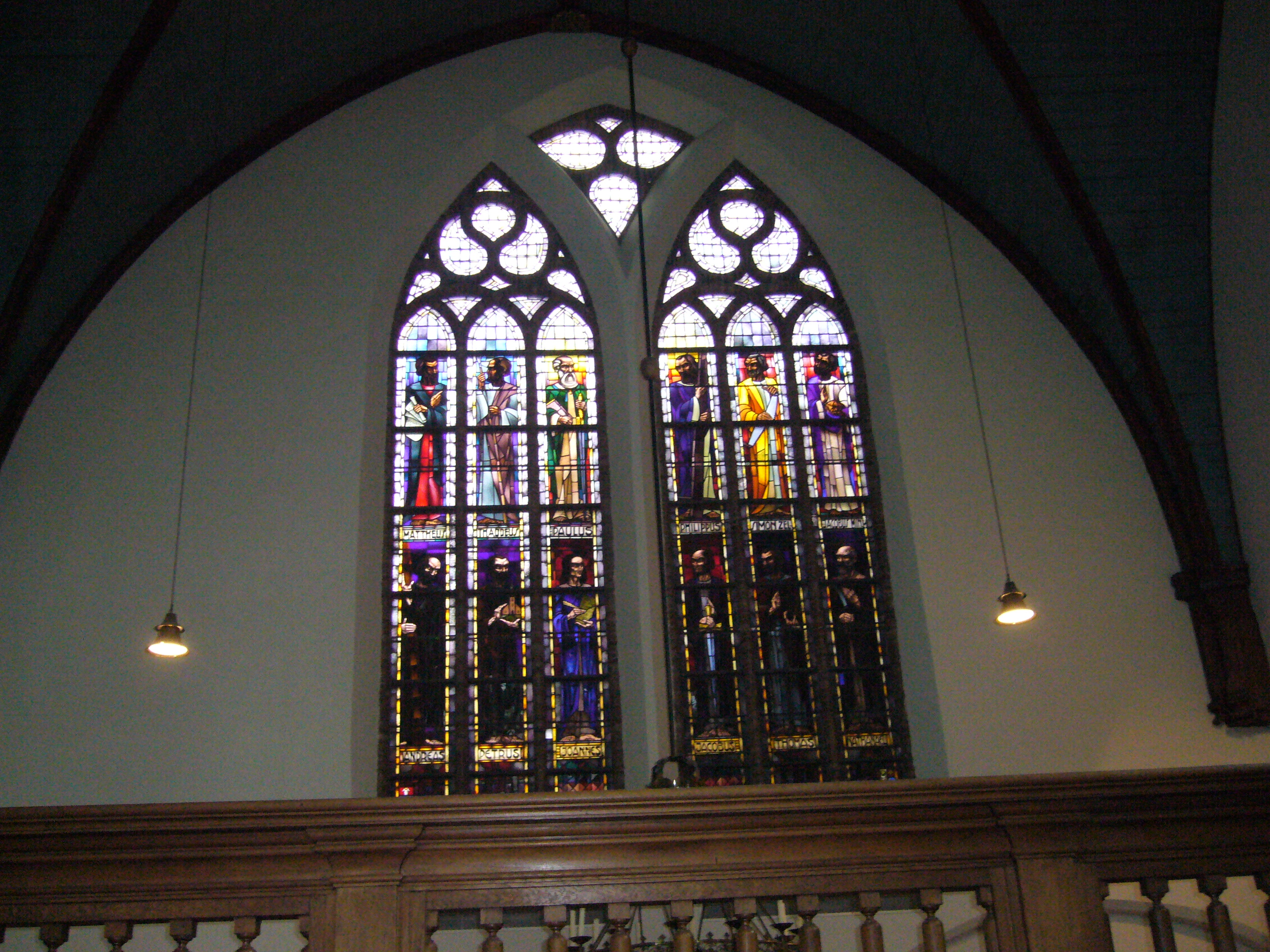
Kloosterkerk (Den Haag)

- Biografisch Portaal: 99325348
- Gemeinsame Normdatei: 1031250875
- RKD-Nederlands Instituut voor Kunstgeschiedenis: 2739
- Virtual International Authority File: 295105551
- WorldCat: E39PBJkhJJbDFPg4PTFr8yR9Xd